# Aussichtsturm Kaiserberg
Der Aussichtsturm Kaiserberg ist ein 21 Meter hoher Aussichtsturm in Albersdorf im Kreis Dithmarschen in Schleswig-Holstein.

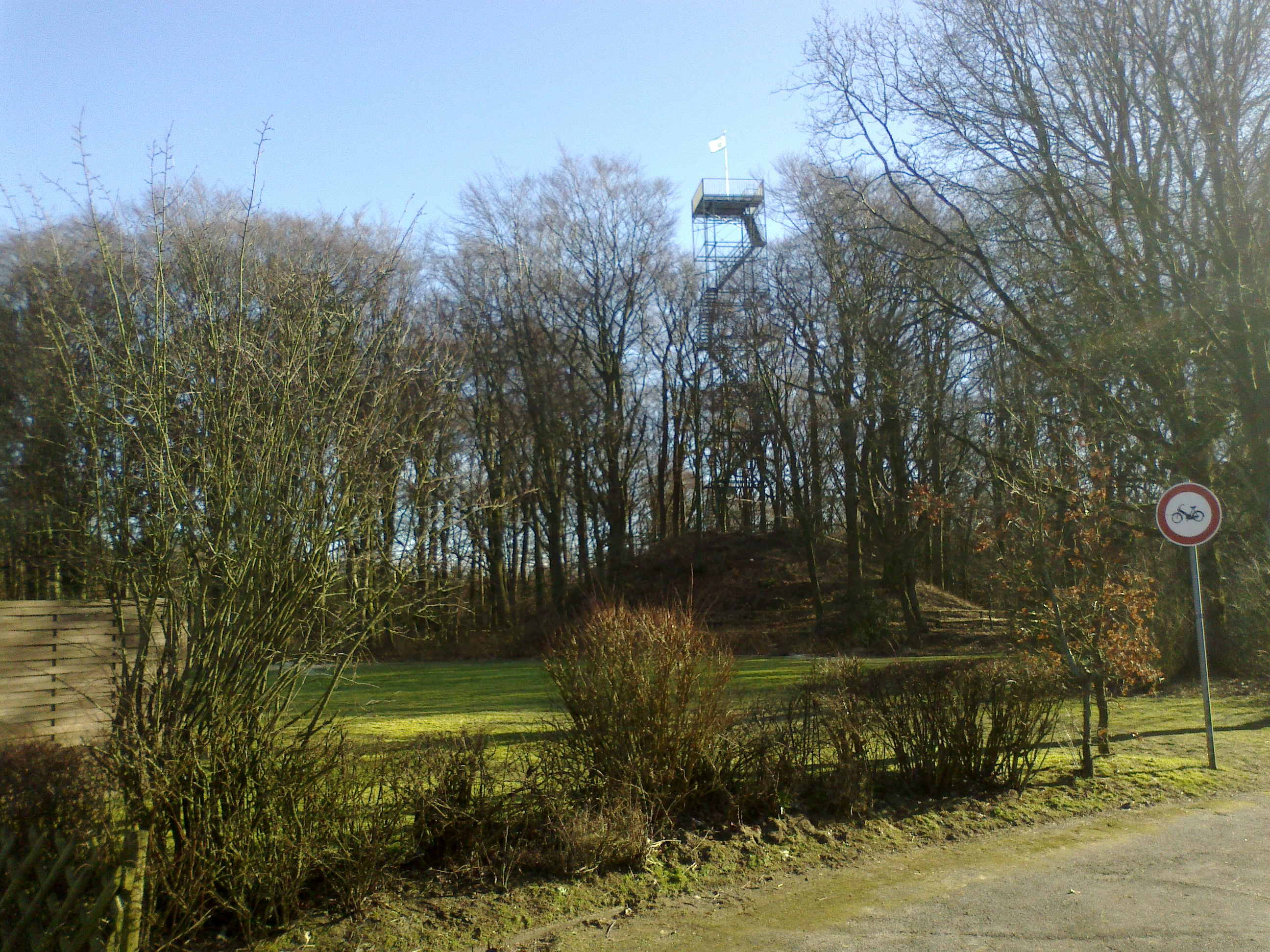
Aussichtsturm auf dem Kaiserberg in Albersdorf.

Er wurde 1930 auf einem bronzezeitlichen Grabhügel, dem Kaiserberg in einer Höhe von 45 m ü. NHN errichtet und bietet einen Ausblick über die Natur Dithmarschens: den Riesewohld, die Geestlandschaft und den Nord-Ostsee-Kanal. Bei gutem Wetter kann man die Kanalschleusen in Brunsbüttel erkennen.
Der als Stahlfachwerkkonstruktion auf quadratischem Grundriss stehende Turm wurde 1930 auf dem Hügel errichtet und 2008 saniert.